# Nikolái Ivánov
Nikolái Iúdovich Ivánov (en ruso: Никола́й Иу́дович Ива́нов; 1851-1919) fue un militar y contrarrevolucionario ruso.

## Biografía
La carrera militar de Nikolái Ivánov comenzó en la guerra ruso-japonesa, desastrosa para los rusos, que fueron derrotados por Japón. En 1908, fue nombrado comandante de las tropas rusas acantonadas en Kiev. Se mantuvo en este puesto hasta que comenzó la Primera Guerra Mundial en el verano de 1914. 

### Primera Guerra Mundial
En la Primera Guerra Mundial Ivánov fue nombrado comandante de las fuerzas rusas en el frente sudoccidental. Ivánov fue de este modo el encargado de la acción en Galitzia, territorio del Imperio austrohúngaro que fue invadido por Rusia en los primeros compases de la guerra. 
Las fuerzas mandadas por Ivánov derrotaron a los austríacos en la batalla de Lemberg en agosto de 1914 y el mes siguiente repelieron a los austrohúngaros hasta los Cárpatos. En el asedio de Przemyśl derrotó nuevamente a los austrohúngaros y les causó 300.000 muertes.
Fue nombrado consejero militar por zar Nicolás II, no por sus capacidades como estratega, sino por sus convicciones políticas, pero la mayoría de sus ideas fueron rechazadas por Mijaíl Alekséyev. Este no confiaba en él. Tras el fracaso de la ofensiva de Strypa de comienzos de 1916, se le relevó del mando en abril, pese a sus influencias en el Ejército —mantenía buenas relaciones tanto con el ministro de Defensa Vladímir Sujomlínov como con el gran duque Nicolás—. Asumió el mando Alekséi Brusílov. La tardanza en el relevo tras los reveses en las ofensivas de principios de año se debió tanto a sus influencias en el Ejército como a las simpatías que se suponía que suscitaba entre la tropa. Para facilitar el relevo, el zar lo nombró asesor en la Stavka.
Precisamente por su supuesta popularidad, cuando estalló la Revolución de Febrero que acabó con la monarquía fue el elegido para pacificar la capital, sin éxito.
Después de la Revolución de Octubre Nikolái Ivánov, de convicciones monárquicas, se alineó de inmediato con los contrarrevolucionarios en el Ejército Blanco contra los comunistas del Ejército Rojo, muriendo en acción en 1919.